# Jakob Tamm

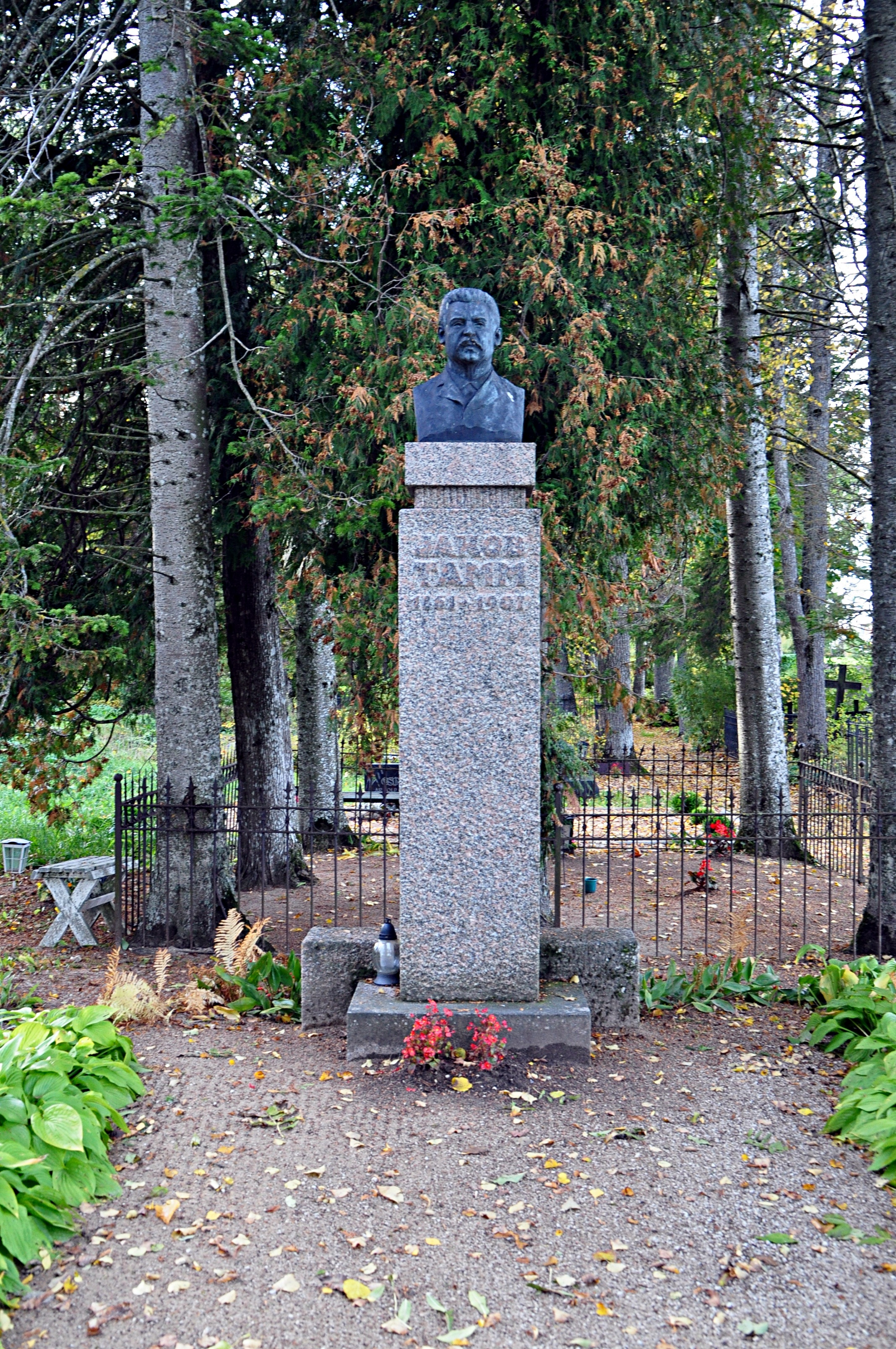
Grabstein von Jakob Tamm

Jakob Tamm (* 25. Apriljul. / 7. Mai 1861greg. in der Gemeinde Vastse-Nõo; † 13. Julijul. / 26. Juli 1907greg. in Väike-Maarja) war ein estnischer Lyriker.

## Leben und Werk
Jakob Tamm besuchte Schulen in Koopsi und Kirepi sowie die orthodoxe Kirchschule in Tilga im Kreis Tartu. Er studierte von 1878 bis 1881 am Lehrerseminar im livländischen Tartu. Vor allem durch den Einfluss von Mihkel Veske kam er mit der nationalestnischen Bewegung in Kontakt. Ab 1883 war Tamm als Schullehrer in Adavere und Pilistvere tätig. Von 1890 bis 1893 unterrichtete er in Põltsamaa. Anschließend war er bis zu seinem frühen Tod Leiter der Kirchspielschule in Väike-Maarja. In Väike-Maarja liegt er auch begraben, auf dessen Friedhof eine Büste des estnischen Bildhauers Jaan Kort an ihn erinnert.
Jakob Tamm wurde dem estnischen Publikum vor allem als Lyriker bekannt. Er veröffentlichte zahlreiche Balladen und epische Gedichte. Daneben übersetzte er aus dem Deutschen (Heine) und Russischen (u. a. Puschkin, Krylow).

## Gedichtsammlungen
- Ärganud hääled (zwei Bände, 1892)
- Jakob Tamme lugulaulud (postum, 1914)
- Kogutud luuletused (postum, 1959)

## Deutsche Übersetzungen
Da Tamm sehr populär war, sind seine Gedichte auch in die einschlägigen Anthologien gelangt:
- Estnische Klänge. Auswahl estnischer Dichtungen von Axel Kallas. Dorpat: Kommissions Verlag Carl Glück 1911, S. 55.
- Estnische Gedichte. Übersetzt von Wilhelm Nerling. Dorpat: Laakmann 1925, S. 57–62.
- Estnische Lyrik. Übertragen von Tatjana Ellinor Heine. Brackenheim: Verlag Georg Kohl GmbH + Co 1981, S. 27–29.